# Ochodaeus miliaris
Ochodaeus miliaris là một loài bọ cánh cứng trong họ Ochodaeidae. Loài này được Klug miêu tả khoa học đầu tiên năm 1832.